# Symbolophorus evermanni
Symbolophorus evermanni är en fiskart som först beskrevs av Gilbert, 1905.  Symbolophorus evermanni ingår i släktet Symbolophorus och familjen prickfiskar. Inga underarter finns listade i Catalogue of Life.